# Quận Grundy, Missouri

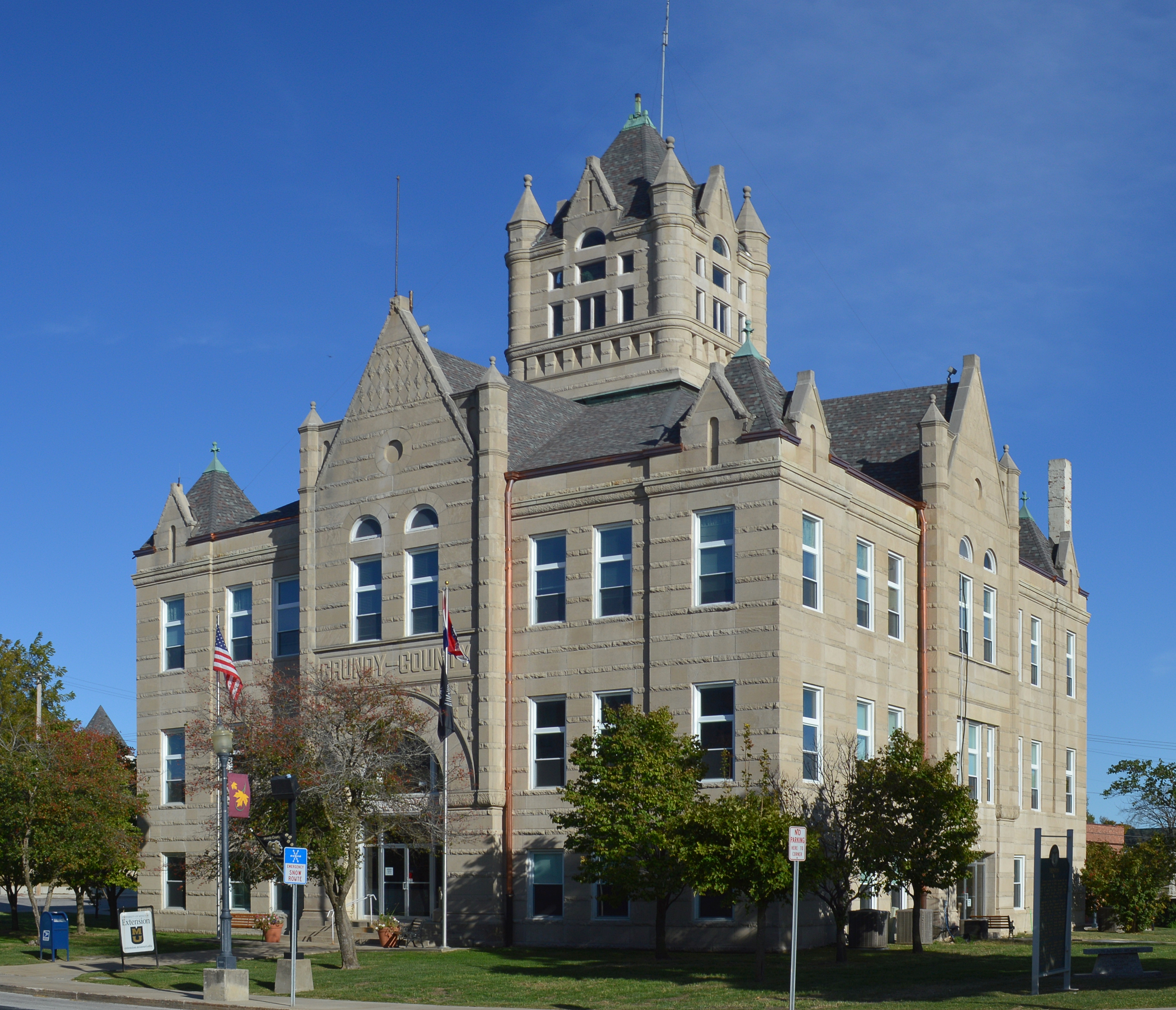
Tòa án quận Grundy

Quận Grundy là một quận thuộc tiểu bang Missouri, Hoa Kỳ. Theo điều tra dân số năm 2000 của Cục điều tra dân số Hoa Kỳ, quận có dân số 10.432 người 2. Quận lỵ đóng ở Trenton6. Quận được lập ngày 29/1/1841 từ quận Livingston, Missouri và được đặt tên theo Tổng chưởng lý Hoa Kỳ Felix Grundy.

## Địa lý
Theo Cục điều tra dân số Hoa Kỳ, quận có tổng diện tích km2, trong đó có km2 là diện tích mặt nước.

### Xa lộ
- U.S. Route 65
- Route 6
- Route 146
- Route 190

### Quận giáp ranh
- Quận Mercer  (bắc)
- Quận Sullivan  (đông)
- Quận Linn  (đông nam)
- Quận Livingston  (nam)
- Quận Daviess  (tây nam)
- Quận Harrison  (tây bắc)